# Garden (Utah)
Garden és una concentració de població designada pel cens dels Estats Units a l'estat de Utah. Segons el cens del 2000 tenia 83 habitants.

## Demografia
Segons el cens del 2000, Garden tenia 83 habitants, 37 habitatges, i 27 famílies. La densitat de població era d'1,1 habitants per km².
Dels 37 habitatges en un 27% hi vivien nens de menys de 18 anys, en un 59,5% hi vivien parelles casades, en un 8,1% dones solteres, i en un 27% no eren unitats familiars. En el 24,3% dels habitatges hi vivien persones soles el 8,1% de les quals corresponia a persones de 65 anys o més que vivien soles. El nombre mitjà de persones vivint en cada habitatge era de 2,24 i el nombre mitjà de persones que vivien en cada família era de 2,67.
Per edats la població es repartia de la següent manera: un 22,9% tenia menys de 18 anys, un 2,4% entre 18 i 24, un 22,9% entre 25 i 44, un 30,1% de 45 a 60 i un 21,7% 65 anys o més.
L'edat mediana era de 48 anys. Per cada 100 dones de 18 o més anys hi havia 106,5 homes.
La renda mediana per habitatge era de 37.188 $ i la renda mediana per família de 43.750 $. Els homes tenien una renda mediana de 35.893 $ mentre que les dones 38.750 $. La renda per capita de la població era de 21.596 $. Entorn del 7,4% de les famílies i el 8,3% de la població estaven per davall del llindar de pobresa.

## Poblacions més properes
El següent diagrama mostra les poblacions més properes.